# こがわみさき
こがわみさきは、日本の漫画家。1991年、『HI・SU・I翡翠』によりデビュー。代表作は『陽だまりのピニュ』。

## 概要
『ファンロード』投稿時代に人気を得て、湖川みさき名義で『ラポートコミックス』から2作品を刊行。同人活動を経て『コミックPitto!』にて『でんせつの乙女』を連載。その後『月刊ステンシル』、『月刊Gファンタジー』にて定期的に短編を発表し、絶妙なストーリー構成と繊細なタッチの作風により評価を得る。
主に少年少女の淡い恋愛を主題にした作品とファンタジー作品を展開する。サークル名・オヨグネコとして同人活動も行う。

## その他
湖川みさき時代のPNが、アニメーターの湖川友謙から取られたものだと書かれた書籍があるが、こがわみさき本人が公式ブログにて事実ではないと否定している。

## 作品リスト

### コミック
- HI・SU・I翡翠 （1991年 ラポートコミックス／ラポート）
- SANGO （1994年 ラポートコミックス／ラポート）
- でんせつの乙女 （1999年 光文社コミックス／光文社）
- 新装版 でんせつの乙女 （2002年 DNAコミックス／一迅社）
- 魅惑のビーム （2000年 ステンシルコミックス／スクウェア・エニックス）
- しあわせインベーダー （2001年 ステンシルコミックス／スクウェア・エニックス）
- セツナカナイカナ （2003年 ステンシルコミックス／スクウェア・エニックス）
- 陽だまりのピニュ （2004年 -  2009年 ガンガンコミックス／スクウェア・エニックス、全5巻）
- 空声 （2011年 電撃コミックス／アスキー・メディアワークス）
- はしっぽ花星 （2011年 - 2014年　電撃コミックス／アスキー・メディアワークス）
- ココログイン（2016年 - 2019年 電撃コミックスNEXT／KADOKAWA）
- 悲劇の元凶となる最強外道ラスボス女王は民の為に尽くします。〜To The Savior〜（ネーム構成、2023年 - 連載中、ZERO-SUMコミックス／一迅社）

### イラスト
- ファイアーエムブレム大全（小学館、2010年）：イラスト、メッセージ